# Hiawatha
Hiawatha (também conhecido como Ayenwatha ou Ha-yo-went'-ha), que viveu em torno de 1550, foi o líder das sociedades iroquesas Onondaga e Mohawk, nativas dos Estados Unidos. Hiawatha foi um grande líder iroquês. Ele era hábil e um orador carismático. Tinha muita influência com os povos iroqueses: Senecas, Onondagas, Oneidas, Cayugas e Mohawks, sociedades norte-americanas que falavam línguas similares e se juntaram para se tornar a Confederação dos Iroqueses.